# Carisio
Carisio (piemontesisch Caris) ist eine italienische Gemeinde in der Provinz Vercelli (VC), Region Piemont.

## Lage und Einwohner
Carisio liegt 25 km nordwestlich von Vercelli und hat 752 Einwohner (Stand 31. Dezember 2023). Die Nachbargemeinden sind Balocco, Buronzo, Cavaglià, Formigliana, Salussola, Santhià und Villanova Biellese.
Das Gemeindegebiet umfasst eine Fläche von 30 km².